# Le merle noir

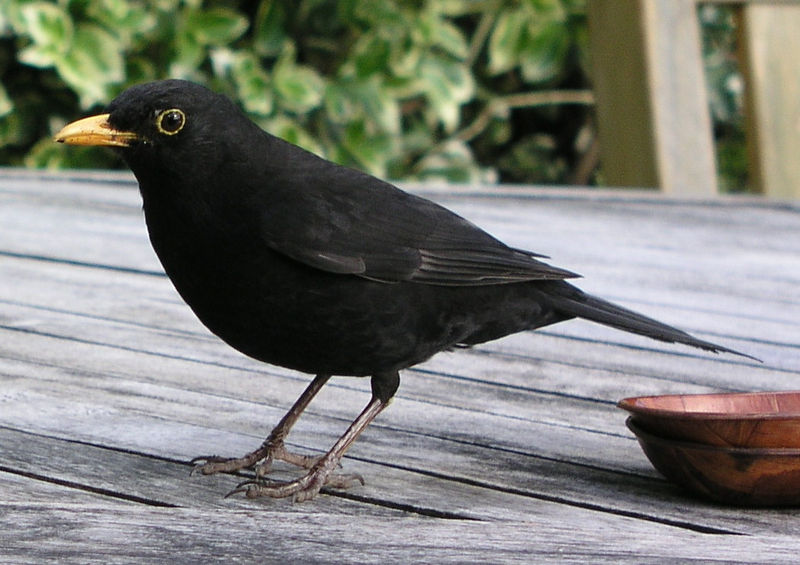
Merelmannetje op tuintafel

Le merle noir (Frans voor: "De merel") is een kamermuziekwerk van de Franse componist Olivier Messiaen voor fluit en piano. Het bestaat uit een deel en is de kortste op zichzelf staande compositie van Messiaen, met een uitvoeringsduur van ruim vijf minuten. Het maakt inmiddels deel uit van het standaardrepertoire van Franse muziek voor fluit en piano.

## Geschiedenis
Messiaen schreef het werk in 1952, waarin het ook voor het eerst werd uitgevoerd. 
Messiaen schreef het stuk in opdracht als concoursstuk voor het Parijse conservatorium waar Messiaen compositieles gaf. De winnaars van de Premier prix in het fluitconcours van dat jaar waren Daniel Morlier, Jean Eustache, Jean Ornetti, Régis Calle en de Britse fluitist Alexander Murray.

## De compositie
Het stuk maakt een verbinding tussen het gezang van vogels en de twaalftoonsmuziek, en klinkt ondanks de strenge ordeningsprincipes van deze muziek toch geïmproviseerd. Het stuk combineert traditionele elementen, namelijk Messiaens transcripties van merelmotieven en elementen afgeleid uit de twaalftoonsrijen. De opbouw van het stuk is volgens het schema A-B-A'-B'-Coda. De verschillende onderdelen zijn door rusten van elkaar gescheiden. In het A-deel en de herhaling met variatie speelt de fluit een lange solo, geïnspireerd door het gezang van de merel. De B-delen hebben een meer ritmische structuur. Het laatste deel, het Coda is slechts gedeeltelijk beïnvloed door de merelzang en melodieën en ritmes staan hier in  dienst van de compositietechniek
De piano begint met een korte sequens van negen chromatische tonen, bestaande uit vijf opgaande en vier dalende noten. Dit motief herhaalt zich meerdere malen, bijvoorbeeld oplopend aan het eind van de eerste fluitsolo, en aflopend aan het einde van het tweede solo. Aan het begin van het B-deel komt de piano met een frase die onmiddellijk door de fluit wordt overgenomen en verlengd. In dit deel speelt ritme een belangrijke rol.

## Vogelgeluiden
Paul Dukas, de leraar van Messiaen, motiveerde zijn leerlingen om naar vogels te luisteren. Messiaen had al zijn hele leven een grote interesse in vogels en vogelgeluiden, zodat deze raadgeving bij hem in goede aarde viel. De studie van vogelgeluiden was zeer grote invloed op het vroege werk van Messiaen. Le merle noir was niet zijn eerste werk waarin vogelgeluiden werden nagebootst. Het was wel het eerste dat voornamelijk op vogelzang was gebaseerd, waarmee het vooruitblikt naar Messiaens latere, langere, vogel-geïnspireerde stukken en waarmee de tien jaar durende fase begon waarin Messiaen zich voornamelijk wijdde aan vogelgeluiden.